# Joan Carles Ventura
Joan Carles Ventura   (Sueca, 1978) és un escriptor valencià. Entre d'altres, ha treballat com a guionista i director de programes de diferents cadenes de televisió com À punt, TVE, IB3, Canal 9, Punt 2, Telemadrid i CMM TV.
L'any 2017 va publicar la seva primera novel·la, Camins dubtosos, un thriller ambientat a terres valencianes, a la qual va seguir Em diuen Fletxa . Amb Estira el fil, Ariadna, publicà la seua primera obra adreçada a un públic juvenil.

## Obres publicades
Novel·la
- Camins dubtosos. Al Revés (col·lecció Crims.cat), 2018[4]
- Em diuen Fletxa. Al Revés (col·lecció Crims.cat), 2019[5]
- Fletxes desviades. Clandestina (col·lecció Crims.cat), 2022

Narrativa infantil i juvenil
- Estira el fil, Ariadna!. Tabarca Llibres, 2020
- Un món per guanyar. Jollibre (Santillana), 2021[6]
- Cròniques distòpiques. Jollibre (Santillana), 2022[7]
- Planeta indultat.Trànsit (Bromera), 2025[8]

Narrativa breu
- Incontinències: escrits de joventut. El Toll, 2017
- La Troballa. Edicions Bromera (campanya Llegir en valencià), 2021